# YouVersion
YouVersion  (Bible.com  ou Bible App) é um site e aplicativo móvel evangélico oferecendo gratuitamente bíblias em várias línguas. O site foi colocado online em 2008 por Life.Church.

## História
Pastor Bobby Gruenewald e Life.Church, a megaigreja americana, lançado em 2008 YouVersion. Em 2013, uma versão para crianças está disponível. Em 2014, a versão 5 do aplicativo vem com novo recurso para o envolvimento da comunidade e de intercâmbio.  O aplicativo foi baixado mais de 200 milhões de vezes. Em 2017, o aplicativo tem mais de 1000 línguas e 271 milhões de baixar.  Em 2020, tinha 2.062 traduções em 1.372 idiomas.